# Hayden Stoeckel
Hayden Stoeckel (n. 10 august 1984, Renmark⁠(d), Australia de Sud, Australia) este un înotător ce a reprezentat Australia, medaliat olimpic. A participat la 2 ediții ale Jocurilor Olimpice (2008, 2012) în care a câștigat două medalii de argint și două medalii de bronz.